# آسوسنا ویافلور
آسوسنا ویافلور (انگلیسی: Azucena Villaflor)؛ (زادهٔ: ۷ آوریل ۱۹۲۴ - درگذشته: ۱۰ دسامبر ۱۹۷۷)متولد آویاندا آرژانتین و یک فعال اجتماعی و کنشگری بود. ویافلور یکی از بنیانگذاران انجمن حقوق بشری آرژانتین بود که به مادران میدان مایو نام‌گذاری شد؛ و هدفش دادخواهی از ناپدید شدن قهری افرادی بود که در دوران جنگ کثیف در آرژانتین قربانی شدند.

## زندگی‌نامه
ویافلور دختری از یک خانواده فقیر کارگری بود. مادرش اما نیتز هنگامی که آسوسنا متولد شد تنها ۱۵ سال داشت. پدرش فلورنتینو ویافلور نیز ۲۱ سال داشت و در یک کارخانه پوشاک پشمی کار می‌کرد. پیشینه خانوادگی آسوسنا حضور در فعالیتهای نظامی در حمایت از رئیس‌جمهور اسبق آرژانتین، خوان دومینیک پرون بود.